# Steven Morocho
Steven Morocho (ur. 25 sierpnia 1997) – ekwadorski judoka.
Uczestnik mistrzostw świata w 2019 i 2021. Startował w Pucharze Świata w latach 2018-2020. Trzykrotny medalista mistrzostw panamerykańskich w latach 2019 - 2021. Mistrz Ameryki Południowej w 2018 roku.